# A.S.D. Città di Foligno 1928
ASD Città di Foligno 1928 Srl là một câu lạc bộ bóng đá Ý, có trụ sở tại Foligno, Umbria.

## Lịch sử
Câu lạc bộ được thành lập vào năm 1928, nhưng Foligno đã có các đội bóng từ những năm đầu 1900. Sau đó, các cuộc họp được tổ chức với quân đội Tiệp Khắc đóng quân ở Foligno trong Thế chiến thứ nhất. Kết quả tốt nhất mà Foligno đạt được trong giải đấu Prima Divisione năm 1933-34 là khi đội kết thúc ở vị trí thứ hai trong bảng xếp hạng và nhờ đó được tiếp cận trận chung kết để thăng hạng trong mùa giải tới: kết quả của mùa giải này sau đó đã bị đảo ngược một cách nghịch lý Liên đoàn đã lên án đội bóng bất hợp pháp để xuống hạng. 

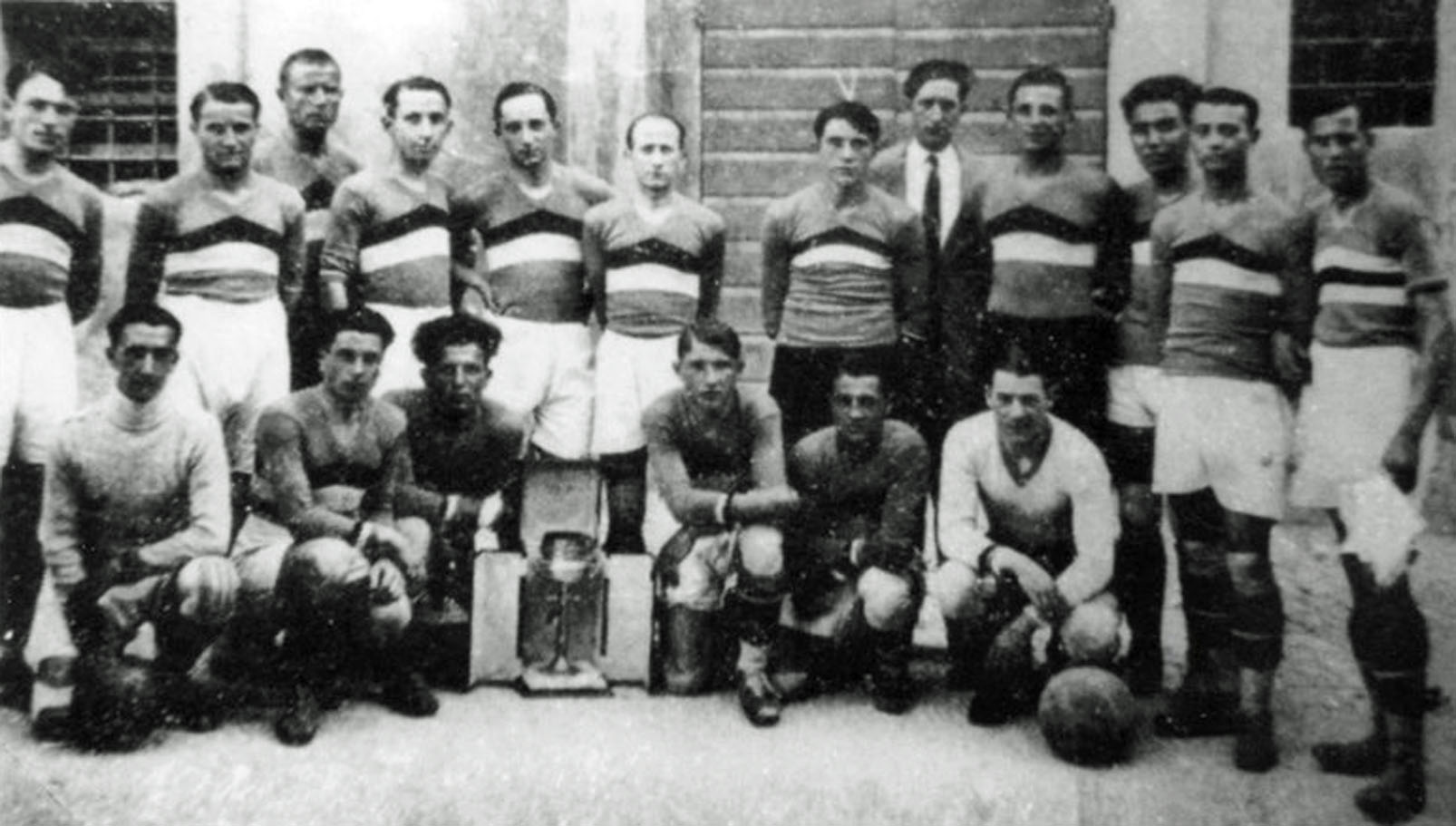
1928-29 Foligno

Vào ngày 6 tháng 5 năm 2007, với một ngày trước khi kết thúc mùa giải 2006-2007, Foligno (dẫn đầu bởi Giovanni Pagliari) đã chiến thắng Serie C2 bảng B và được thăng hạng Serie C1.
Trong mùa giải 2007-2008 chơi ở Serie C1 Group A. Pierpaolo Bisoli được công ty chọn làm huấn luyện viên kỹ thuật. Vào ngày 27 tháng 4 năm 2008, bằng cách đánh bại 0-2 tại sân vận động Penzo, Venezia, đã giành quyền tham dự trận play-off để thăng hạng lên Serie B. Trong trận đấu đầu tiên, được chơi ở Foligno, đội chủ nhà đã đánh bại 1-0 trước Cittadella. Trận lượt về, diễn ra tại Cittadella vào ngày 25 tháng 5 năm 2008, Foligno bị đánh bại 0-2, mất việc thăng hạng lên Serie B.
Trong mùa giải 2008/2009 Foligno tham gia giải Lega Pro Prima Divisione (trước đây là Serie C1) Nhóm B. Kỹ thuật dẫn dắt được giao cho Roberto Cevoli, nhưng chỉ với hai chiến thắng và một số trận hòa, đã bị sa thải vào ngày 4 tháng 11 và được được thay thế bằng Paolo Indiani; tác động ban đầu của huấn luyện viên mới là xấu, vì đội chịu ba trận thua liên tiếp và đứng thứ hai từ dưới lên trong nửa mùa. Từ tháng 1, với một vài bản hợp đồng mới, Foligno trở nên mạnh mẽ hơn và đội dường như bắt kịp (giành được những chiến thắng quan trọng: chống lại đội đứng đầu giải đấu Gallipoli, trong trận derby với Ternana và Arezzo), mặc dù, vì kết quả giảm hơn nữa, sau thất bại trước Virtus Lanciano, Marcello Pizzimenti trở thành huấn luyện viên mới thay thế Indiani. Foligno vẫn kết thúc ở khu vực play-out và đấu với Pistoiese. Đội đã bị đánh bại ở Pistoia trong trận lượt đi 2-1, nhưng đã trụ hạng sau khi chiến thắng trận lượt về 1-0.
Vào ngày 7 tháng 7 năm 2009 Luca Fusi đã chính thức trở thành huấn luyện viên mới cho mùa 2009-10. Vào cuối năm 2009, Fusi đã ký gia hạn hợp đồng cho đến ngày 30 tháng 6 năm 2011, nhưng vào ngày 26 tháng 4 năm 2010 đã bị sa thải.
Vào ngày 9 tháng 5 năm 2010, Foligno đã đánh bại "Renato Curi" Perugia với 2-0 và do đó tránh được trận play-out. Đó là một chiến thắng rất quan trọng và nó được theo sau bởi một lễ kỷ niệm lớn trên đường phố của thành phố.
Vào ngày 13 tháng 12 năm 2010, huấn luyện viên Salvatore Matrecano đã bị cách chức và Federico Giunti được bổ nhiệm làm huấn luyện viên mới.
Vào cuối giải vô địch, Foligno đã xếp ở vị trí tham gia play-out với Ternana. Foligno đã thắng trận lượt đi trên sân nhà 1-0. Ở trận lượt về vòng play-off diễn ra ở Terni, đội chủ nhà đã dẫn trước về tỷ số với 1-0 trong hiệp hai, nhưng trong hiệp phụ Foligno đã ghi bàn thắng, kết quả hòa, kết thúc trận hòa phù hợp với 1-1, do đó vẫn giữ được vị trí của mình trong giải đấu.
Vào ngày 29 tháng 4 năm 2012 Foligno đã bị đánh bại Carpi 1-0. Kết quả đã xác nhận sự xuống hạng Lega Pro Seconda Divisione khi Foligno xếp cuối cùng trong bảng xếp hạng.
Vào ngày 10 tháng 7 năm 2015, danh hiệu thể thao đã được chuyển từ Foligno Calcio Srl sang ASD Città di Foligno 1928 Srl.

## Màu sắc và huy hiệu
Màu sắc của đội là xanh và trắng.